# ミセン
『ミセン』（未生、미생）は尹胎鎬（読み：ユン・テホ）の2012年から2013年に発表されたウェブトゥーン。また、それを原作にした2014年（平成26年）10月17日から同年12月20日にかけて、韓国のtvNで放送されたテレビドラマ。以下は基本的にその韓国ドラマ版について述べる。

## 概要
囲碁のプロ棋士を目指すも挫折した主人公チャン・グレが、母親のツテでソウル市にある持株会社（株）ワンの子会社で、韓国の大手総合商社の（株）ワン・インターナショナルのソウル本社に高卒の未経験で入社。職場の上司や同僚と繰り広げる出来事を中心に描いたドラマ。
新入社員が仕事に奮闘する姿を描き、従前の韓国ドラマにありがちな恋愛や記憶喪失といった要素が一切ないことで注目を集めた。
原作漫画は累計300万部の大ヒット作で、日本の第20回文化庁メディア芸術祭マンガ部門優秀賞を受賞している。
ドラマもまた、韓国で「ミセンシンドローム」と呼ばれる社会現象を起こす大ヒット作品となり、最終話ではケーブルテレビ歴代2位の視聴率を獲得した。
日本では「ミセン-未生-」のタイトルで、MnetやBSジャパン、囲碁・将棋チャンネルで放送されたほか、2016年にリメイク版としてフジテレビ系で『HOPE〜期待ゼロの新入社員〜』が制作され、漫画の邦訳版が講談社より出版された。

## ストーリー
年少期から囲碁の天才と評され、プロ棋士としての将来を嘱望されていたチャン・グレは、父親の死などをきっかけにその夢を絶たれてしまう。未練を残すなかアルバイトを続けていたグレは、母親のツテで大手の「ワン」の子会社で総合商社の「ワン・インターナショナル」にインターン社員としてコネ入社する。グレはオ・サンシク課長（チーム長）率いる営業第3課（営業第3チーム）に配属される。高卒の25歳（数え年で26歳）でかつまともな社会経験もないグレは、慣れない職場環境に四苦八苦するが、それでも棋士だったころの経験を思い出して活かし、次第に職場で渡り歩く術を身につけていく。そして、グレの同期やその上司も、それぞれの仕事や職場の人間関係の苦悩を抱えながら社内や取引先での商談などで奮闘していた。学歴社会や雇用形態、会社の上下関係（特に男性は兵役経験により上下関係への意識が強い）、年功序列、女性差別、汚職、セクハラ・パワハラなど、現代日本と同様な現代韓国のサラリーマンの日常を描いたリアルなストーリー。

## 登場人物

### ワン・インターナショナル

#### ソウル本社

##### 主要人物
- チャン・グレ　：イム・シワン (任時完)
  - 1987年10月22日生まれ。ソウル市恩平区水色洞在住。ソウル市出身。幼い頃から囲碁の才能を見出される。ソウル市の新林初等学校(94年3月～00年2月)、カンウォル中学校(00年3月～03年2月)を卒業。高等学校(03年3月)に入学したが中退。中退後は高卒認定試験を受験して合格したため、韓国としての最終学歴は高卒。父親の体の具合が悪くコンビニなどでアルバイトをして家計を支えながら、プロ棋士になるため10歳時から韓国棋院の研究生として入段を目指すも、19歳時の06年の第107回研究生入段大会をもって年齢制限に引っかかり挫折する。その間、父が亡くなる。その後、母親の知人である韓国棋院の後援会員「ソンウォン実業」社長の経営する会社に入社するが、コミュニケーションや仕事が上手くいかないことが原因で、同僚や先輩たちから冷たくされ、短期間で自己都合退職。
  - 退職後の1年後の10年1月、兵役で陸軍へ(炊事担当、11年11月まで)。その後、再びフリーターとして銭湯店や運転代行などのアルバイトをする。12年3月、前職のソンウォン実業社長の知人の、大手「ワン」の子会社で総合商社の「ワン・インターナショナル」の専務取締役の力添えにより、ワン・インターナショナルのインターン社員（韓国ではアルバイトとしての扱いにする会社もある）として仮採用されたが、会社の都合により、予定入社日より10日遅れで仮入社。同年4月、本採用の選考試験（プレゼン試験）に合格し、同年5月、2年間の雇用契約期間の契約社員として正式入社した（韓国では契約社員でも就職として扱われる）。インターン時と変わらず営業本部営業第3課（営業第3チーム）に配属される。
  - 囲碁で培った深い洞察力と人一倍の努力で他の同期に負けない活躍を見せ、大手の総合商社で生き抜けるほどの実力を身に付ける。14年4月、来月の2年間の雇用契約期間満了に伴い正社員への登用が期待されたが審査で不合格のため叶わず契約期間満了日の前日に退職（大卒の契約社員で実力が認められても正社員登用が難しい）。退職後の3週間後、契約雇用期間の切れそうなチャン・グレを無理に匿ったことや中国の案件事業の失敗の責任で辞職に追い込まれて退職したオ・サンシクとオ・サンシクの元会社の上司が共同出資で設立したベンチャー企業（ワン・インターナショナルとも取引している）に呼ばれて転職する。
- オ・サンシク　：イ・ソンミン (李星民)
  - 営業本部営業第3課（営業第3チーム）のトップ。当初は課長だったが、のちに次長に昇進。
  - チェ専務取締役がまだ本部長だった時代に、事業案件のミスを元部下の契約社員の女性に押し付けた。女性部下は責任を取らされ契約が満了する前に退職し食堂を経営していたが、出前の配達中に交通事故で亡くなる。当時代理（課長代理）だったオ・サンシクは、その件でチェ専務取締役を憎み対立する。その結果、オは面倒な業務の多い営業第3課に追いやられた。
  - ワーカホリックであり部下思い。不正は絶対に受け付けない性格であるため、上司と対立することもしばしば。
  - 物語の最後で雇用契約期間の切れそうなチャン・グレを無理に匿ったことや中国の案件事業の失敗の責任で辞職に追い込まれる。辞職後、元上司のキム・サンヒョプと共同出資でベンチャー企業を設立するが、経営に失敗した時の事を恐れオーナー職を断り、雇われ社員となることを望む。
  - キム・サンヒョプもオ・サンシクの実力を信じ、仕方なくオーナーを引き受ける。また、子会社に左遷され後に退職したキム部長も、オ・サンシクに誘われ、雇われ社長として事業に協力することになる。
- キム・ドンシク　：キム・デミョン (金大明)
  - 営業本部営業第3課のメンバー。代理。チャン・グレの指導役を務める。新人時代に上司からイジメを受け、退職も考えていたが、運命的にオ・サンシクに救われ、以後オ・サンシクを支え続けることを誓う。
  - メタボ体型とひどくカールした髪のせいか、女性に恵まれない。最後はワン・インターナショナルを辞め（オ・サンシクやチャン・グレが会社を去ってしまった影響で仕事に対する退屈感がでたため）、オ・サンシクとオ・サンシクの元会社の上司が共同出資して設立したベンチャー企業へ自分から応募して転職した。
- アン・ヨンイ　：カン・ソラ
  - チャン・グレの同期でインターン唯一の女性。繊維化学本部繊維2チームのインターンとして、10日目に胸パッドの輸出案件(10億ウォン規模)を成功させるなど活躍。選考に合格し正社員として入社した。資源本部資源2チームに配属される。
  - 女性社員を敵視する資源2課の男性社員からセクハラを受けるようになるが、耐え凌ぎながら仕事をすることで、次第に自らの実力を認めさせるようになる。
- チャン・ベッキ　：カン・ハヌル
  - チャン・グレの同期。資源本部資源2チームでインターンを経て正社員として入社。鉄鋼本部鉄鋼1チームに配属される。
  - 幼いころから周りよりも出来る人間として扱われたため、エリート意識が極めて高い。そのためカン代理からやらされる基礎的な業務の多くに嫌気が差し、またエリートの自分を差し置いて営業3課で活躍するチャン・グレに嫉妬を抱く。しかし、オ・サンシクらのアドバイスにより、活躍出来ない理由が自分の実力不足であることを悟り、基本的な業務にも不満を抱かずに務めるようになった。
- ハン・ソンニュル(漫画版ではハン・ソギュル)　：ピョン・ヨハン
  - チャン・グレの同期。86年12月4日生まれ。ソウル市龍山区漢江路洞在住。蔚山市出身。蔚山市のウォンピョン初等学校(93年3月～99年2月)、シノル中学校(99年3月～02年2月)、スンアム高校(02年3月～05年2月)を卒業。05年3月、大邱市のキョンブ大学機械工学科に進学。在学中の兵役では空軍で整備を担当する(08年3月～10年3月)。11年2月に大学を卒業。他のインターン社員の人より1週間早くソウル本社の繊維化学本部繊維2チームでインターン社員となり工場の現場（現業職）を志望後、ソウル本社でのインターンと兼任してワン・インターナショナルの蔚山工場にも配属される。ソウル本社での勤務の際には出勤時間よりも1時間早く出社して物陰から女性社員を眺めていたのを目撃され、壁から顔を出す姿から「壁犬」とインターン同期から陰口を叩かれていた。正社員として正式に採用されて入社し、ソウル本社の繊維化学本部繊維1チームに配属になった。
  - 同期のムードメーカー的存在。父親を始めブルーカラーで働く人間の多い家庭の出身であるため、現場に強い思い入れがある。そのため、オフィスのデスクで働く人間に良い印象を持っていなかったが、チャン・グレとの付き合いで事務職の大切さを知るようになる。繊維1チームのソン代理に仕事を押し付けられ、それでいて成果は横取りされるという憂き目に合う。何度も仕返しをしようと試みるが、その度に失敗する。

##### 営業本部
- キム・ブリョン　：キム・ジョンス
  - 営業本部部長。ヨルダンの中古車販売の案件事業で不正が発覚した責任で2012年10月9日付で「ワン・インターナショナル」の子会社「ワン・アルミニウム」に左遷（移籍）されるが、オ・サンシクから共同出資で設立したベンチャー企業の雇われ社長として協力してくれませんかと誘われてそれに承諾してから退職し転職した。
- イ・シンテ　：キム・ギョンリョン
  - キム・ブリョンの後任の営業本部部長。
- ソン・ジヨン　：シン・ウンジョン
  - 営業本部営業1チームのトップ。次長。オ・サンシクの同期。夫婦共働きで娘を育てながら働く。
- オム・ジェグァン　：キム・サンウォン
  - 営業1チームのメンバー。課長。
- チャ・ジョンホ　: チェ・イクジュン
  - 営業1チームのメンバー。代理。
- コ・ドンホ　：リュ・テホ
  - 営業2チームのトップ。課長。オ・サンシクの同期。
- ファン・ヒョン　: パク・ジンス
  - 営業2チームのメンバー。代理。
- チャン・ミラ　: キム・ガヨン
  - 営業2チームのメンバー。一般実務職（契約社員）。
- パク・ジョンシク　：キム・ヒウォン
  - 鉄鋼担当のころ大きな成果を挙げ、社内で「中東通」として知られるようになる。人手不足の営業3チームの課長として異動する。
  - 成果を挙げたにも関わらず報酬を上げない会社に不満を持ち、次第に賄賂に手を染めるようになる。営業3チームでヨルダンの中古車販売の案件事業を進めようとしていた時にも、親戚筋の会社を優遇するよう手を回していた。このことがチャン・グレらの追求で親会社に知られてしまい、破滅へと追い込まれた。
- チョン・グァンウン　：パク・ヘジュン
  - 大卒の正社員としての中途入社（キャリア職採用）。パク・ジョンシクの後任として、2012年10月17日付で生活物資チームから営業3チームの課長として異動、オ・サンシクの下で働くことになる。社内政治に敏感。オ・サンシクの退職後、パク・ヨンホが後任として営業3チームの次長として就任するが、後にパク・ヨンホの異動により、営業3チームの次長に昇進。
- パク・ヨンホ　：キム・ウォンヘ
  - オ・サンシクの退職後、後任として営業3チームのトップとなる。次長。

##### 資源本部
- マ・ボンニョル　：ソン・ジョンハク
  - 資源本部部長。セクハラ・パワハラの常習犯。キム営業本部部長が左遷されてイ営業本部部長が就任されるまでの間、営業本部部長も兼任した。
- チョン・ヒソク　：チョン・ヒテ
  - 資源本部資源2チームのトップ。課長。ハ代理と同じようにアン・ヨンイを蔑視していたが、徐々に彼女の仕事ぶりを評価し、最後はマ部長と対立してまでアン・ヨンイの案件を押し通した。
- ハ・ソンジュン　：チョン・ソクホ (全錫淏)
  - 資源2チームのメンバー。代理。アン・ヨンイの指導役。女性が活躍することが許せず、アン・ヨンイに暴言を吐く。しかし、最後はアン・ヨンイの活躍を認めるようになる。
- ユ・ヒョンギ　：シン・ジェフン
  - 資源2チームのメンバー。代理。ハ・ソンジュンの後輩。
- チャ・スジン　：ミサン
  - 資源2チームのメンバー。一般実務職（契約社員）。

##### 鉄鋼本部
- チャ・ジョンホ　：チェ・ヨン
  - 鉄鋼本部鉄鋼1チームのトップ。課長。
- カン・ヘジュン　：オ・ミンソク
  - 鉄鋼1チームのメンバー。代理。チャン・ベッキの指導役。無口で無表情だが、周りからは「いい上司」との評価を受けている。
- シン・ダイン　：パク・ジンソ
  - 鉄鋼1チームのメンバー。一般実務職（契約社員）。

##### 繊維化学本部
- ムン・サンピル　：チャン・ヒョクジン
  - 繊維化学本部繊維1チームのトップ。課長。
- ソン・ジュンシク　：テ・イノ (太人好)
  - 繊維1チームのメンバー。代理。ハン・ソンニュルの指導役。緩慢な性格で、貿易用語も間違って覚えているほど。オ・サンシク曰く「とんでもない上司」。ハン・ソンニュルに休みを与えないほどに仕事を押し付ける。

##### IT営業本部
- イ・ソクジュン　：キム・ジョンハク
  - IT営業本部IT営業チームのトップ。課長。
- パク・ヨング　：チェ・グィファ
  - IT営業チームのメンバー。代理。

##### 財務会計室
- キム・ソンジュ　：ファン・ソクジョン
  - 財務チームのトップ。部長。

#### 中国支社
- 石（ソク）代理　：チャン・ジュンヒ
  - 駐在員。チェ専務取締役の疑惑を親会社に通報した。
- ソ・ジンサン　：ソン・ジェリョン
  - ワン・インターナショナルの中国にある工場で工場長を務める。韓国に戻るたびに胡散臭い健康食品を売りつけようとすることで有名。新人が狙われやすい。ドラマの始めと終わりのヨルダンの件でも登場し、サンプルを盗んだことでチャン・グレらに追い回される。

#### ヨルダン支社
- ワン・インターナショナル副社長兼ヨルダン支社長　：ハン・ガプス
  - オ・サンシクの対ヨルダン中古車輸出事業に理解を示し協力する。
- 支社員　：チェ・ジェウン

#### ワン・インターナショナルの役員
- 社長　：南京邑 (ナム・ギョンウプ)
- 崔瑛后 (チェ・ヨンフ)　：李璟栄 (イ・ギョンヨン)
  - 専務取締役。チャン・グレの母の知人でソンウォン実業の社長とは知人でソンウォン実業の社長の頼みにより、チャン・グレを、ワン・インターナショナルのインターン社員として特別に仮採用した。オ・サンシクとは対立状態。物語終盤で営業3課に中国企業との大型案件を渡し、これを成功させることで副社長の座も狙っていたが、中国企業との古い付き合い方が親会社から問題視され、非上場企業の子会社へと左遷されてしまう。
- 金碩萬 (キム・ソクマン)
  - 常務取締役。2012年10月9日付で子会社の「ワン繊維化学」に左遷される。

### 親会社のワン
- 監査室
  - 監査チーム長　：クァク・インジュン
- 社員
  - キム・ソクホ　：チョ・ヒョンシク
    - チャン・グレの同期。子会社のワン・インターナショナルの営業2チームでインターンを経て合格。親会社の正社員として入社。長男のため早くから結婚させられ、子供も1人いる。

### そのほかの人物
- チョン・スクヒ　：ソン・ビョンスク
  - チャン・グレの母。夫を亡くす。慣れない会社員生活を送る息子、チャン・グレを見守る。
- 囲碁の師匠　：ナム・ミョンリョル
  - チャン・グレが幼いころから囲碁を教える。チャン・グレは重要な局面が訪れるごとに師匠の教えを思い出す。
- オ・サンシクの妻　：オ・ユンホン
  - 専業主婦として3人の子供を育てる。日頃はオ・サンシクに厳しいが、悩んでいるときにはしっかり寄り添う。
- パク・ソミ　：イ・ゴウン
  - ソン・ジヨン次長の娘。
- ハ・ジョンヨン　：イ・シウォン
  - パク・ソミが通う保育園の先生。チャン・グレに惚れる。
- キム・サンヒョプ　：ミン・ボッキ
  - オ・サンシクの元上司。ワン・インターナショナルを辞めたあと起業して失敗するが、オ・サンシクがワン・インターナショナルを退職後、今度は、オ・サンシクと共同出資してベンチャー企業を設立したが、オ・サンシクは万が一の経営の失敗を恐れてオーナーを拒否したため、雇われ社員としてのオ・サンシクや雇われ社長としてのキム部長の業績を信じて仕方なくオーナーを引き受けた。
- シン・ウヒョン　：李承俊 (イ・スンジュン)
  - サムジョン物産の社員。アン・ヨンイが過去に勤めていたときの先輩で、優秀なヨンイを評価していた。ただヨンイの父が内緒でウヒョンに対して借金を申し込み、それに応じたことからヨンイとの関係が悪化。それが原因でヨンイはサムジョン物産を辞める。その後、ヨンイがワン・インターナショナルに転職したことを知る。
- アン・ヨンイの父　：チョン・ジンギ
  - 軍人出身。退役後は定職に就かず、娘のアン・ヨンイが学生のころから金を要求するようになる。ヨンイは縁を切ろうとする。
- イ・ウンジ　：ソ・ユナ
  - オ・サンシクのかつての部下。契約社員として働いていた。実際は自分の仕事のミスでもないのに、チェ専務取締役から仕事のミスの責任をとらされ退職後、食堂を経営していたが出前の配達中に交通事故で亡くなる。サンシクは「部下に責任をなすりつけてクビにしたわけで、サンシクが殺したようなものだ」という周囲からの冷たい目に悩まされる。チャン・グレが契約社員として入社してから、頑張れば正社員になれると信じていたウンジと重なって見えるようになる。
- イ・サンヒョン　：ユン・ジョンフン
  - チャン・グレのインターン同期。学歴などスペックの劣ったチャン・グレを馬鹿にする。本採用の選考試験で不合格になり正式入社は叶わなかったが、中小企業に就職した。

## 韓国での視聴率
| 各話                                                                            | 放送日         | 平均視聴率 | 最高視聴率 |
| ------------------------------------------------------------------------------- | -------------- | ---------- | ---------- |
| 第1話                                                                           | 2014年10月17日 | 1.7%       | 2.8%       |
| 第2話                                                                           | 2014年10月18日 | 2.5%       | 3.1%       |
| 第3話                                                                           | 2014年10月24日 | 3.4%       | 4.6%       |
| 第4話                                                                           | 2014年10月25日 | 3.6%       | 4.9%       |
| 第5話                                                                           | 2014年10月31日 | 4.6%       | 6.0%       |
| 第6話                                                                           | 2014年11月1日  | 3.7%       | 5.4%       |
| 第7話                                                                           | 2014年11月7日  | 5.2%       | 6.4%       |
| 第8話                                                                           | 2014年11月8日  | 5.0%       | 6.6%       |
| 第9話                                                                           | 2014年11月14日 | 5.2%       | 6.7%       |
| 第10話                                                                          | 2014年11月15日 | 5.9%       | 7.0%       |
| 第11話                                                                          | 2014年11月21日 | 6.1%       | 7.1%       |
| 第12話                                                                          | 2014年11月22日 | 6.3%       | 7.1%       |
| 第13話                                                                          | 2014年11月28日 | 6.3%       | 7.9%       |
| 第14話                                                                          | 2014年11月29日 | 5.8%       | 7.9%       |
| 第15話                                                                          | 2014年12月5日  | 7.2%       | 9.4%       |
| 第16話                                                                          | 2014年12月6日  | 7.4%       | 8.6%       |
| 第17話                                                                          | 2014年12月12日 | 7.6%       | 9.7%       |
| 第18話                                                                          | 2014年12月13日 | 8.0%       | 9.5%       |
| 第19話                                                                          | 2014年12月19日 | 7.6%       | 9.3%       |
| 最終話                                                                          | 2014年12月20日 | 8.4%       | 10.3%      |
| スペシャル第1部                                                                 | 2014年12月26日 | 2.693%     |            |
| スペシャル第2部                                                                 | 2014年12月27日 | 2.117%     |            |
| 青字は最低視聴率、赤字は最高視聴率。AGBニールセン・メディアリサーチ・コリア調べ |                |            |            |

## 受賞
- 第51回百想芸術大賞[6]

男性新人演技賞：イム・シワン
男性最優秀演技賞：イ・ソンミン
演出賞
- 2015 ケーブルテレビ放送大賞[6][7]

大賞
スター賞 俳優部門：イム・シワン、カン・ハヌル　
- コリアドラマアワード 2015[8]

作品賞
優秀演技賞(男優部門)：キム･デミョン
- 第20回アジア・テレビジョン・アワード[9]

連続ドラマ部門　最優秀作品賞
- ソウルドラマアワード 2015[10]

ミニシリーズ部門　最優秀作品賞
- 第4回APANスターアワード[11]

中編ドラマ部門 男性最優秀演技賞：イ・ソンミン
中編ドラマ部門 男性優秀演技賞：イム・シワン
男性演技賞：イ・ギョンヨン
男性新人賞：ピョン・ヨハン
- tvN10 アワード[12]

最高の俳優　男性部門：イ・ソンミン
- 東京ドラマアウォード 2015[3]

海外作品特別賞

## 日本での展開
邦訳版コミックスが講談社より発売された。以下はメディア展開について扱う。

### テレビ放送
韓国ドラマ版は、日本では、まずMnetが放送し、続いてBSジャパンが放映した。BSジャパンでは放送時間の関係で放送回の多い特別編集版となっている。また、囲碁専門チャンネルである、囲碁・将棋チャンネルでも放送された。
2016年にはリメイク版『HOPE〜期待ゼロの新入社員〜』が日本で制作・放送された。

### ミュージカル
韓国・日本のクリエイティブスタッフがチームとなって立ち上げ、脚本・歌詞をパク・へリム、音楽をチェ・ジョンユン、演出をオ・ルピナが担当し、翻訳・訳詞を高橋亜子、振付・ステージングをKAORIaliveが務める、ホリプロ制作のミュージカルが日本で公演された。

#### 公演日程
- 2025年1月10日 - 14日、大阪・新歌舞伎座
- 2025年2月1日 - 2日、愛知・愛知県芸術劇場 大ホール
- 2025年2月6日 - 11日、東京・めぐろパーシモンホール 大ホール

#### 出演者
| - チャン・グレ - 前田公輝 - オ・サンシク課長 - 橋本じゅん - アン・ヨンイ - 清水くるみ - ハン・ソギュル - 内海啓貴 - チャン・ベッキ - 糸川耀士郎 - パク・ジョンシク課長 - 中井智彦 - キム・ドンシク課長代理 - あべこうじ - 居酒屋店長 / 協力会社社長 - 東山光明 - チェ・ヨンフ専務 - 石川禅 - ソン・ジヨン次長 / グレの母 - 安蘭けい - スウィング - 加藤文華 - りんたろう | - アンサンブル - 伊藤かの子 - 岡田治己 - 加賀谷真聡 - 加藤さや香 - 工藤彩 - 熊澤沙穂 - 田村雄一 - 俵和也 - 照井裕隆 - 永松樹 - 早川一矢 - MAOTO |